# Miguel Gómez Losada
Miguel Gómez Losada (Córdoba, 13 de mayo de 1967) es un pintor y dibujante español. En septiembre de 2018 expuso la colección Romanza en el Centro de Arte Contemporáneo de Málaga.

## Biografía
Miguel Gómez Losada nació en Córdoba (España) en 1967. Hijo del pintor Marcial Gómez y de Rosa Losada, se licenció en Bellas Artes por la Facultad de Bellas Artes de Sevilla en 1992.
Desde 1992, ha expuesto incesantemente su trabajo pictórico en diversas galerías nacionales y ferias, como en la Galería Pilar Parra de Madrid (1996 y 1999), la Galería Rayuela de Madrid -con la que fue a ARCO (2001)-, la Galería Carme Espinet de Barcelona (2003) o La Fàbrica de Licors en Palma de Mallorca (2005).
En 2009 presentó su exposición La esperanza, en la Galería Carmen del Campo de Córdoba, y La ternura del universo, en la sala La etiqueta me duele del Ayuntamiento de Lucena (Córdoba).
En los últimos años ha puesto especial interés en llevar el arte a la calle, haciendo intervenciones pictóricas que atravesaban la ciudad (CDAN Huesca 2007), La orilla del paraíso en La Alameda de Hércules, para el llº Festival de Perfopoesía de Sevilla, o transformando el centro neurálgico de Córdoba (Ártica, 2007), adquiriendo un compromiso por dinamizar la actividad cultural de Córdoba, comisariando también proyectos de naturaleza colectiva como Agujas de pino, el patio del Colegio de Arquitectos de Córdoba o El Jardín de la casa para Vimcorsa.

### Naturaleza
Interesado por la espiritualidad, busca su equilibrio personal en la pintura. Le interesa todo lo natural: los pájaros, los bosques. En una entrevista confesó: 

Al principio, los pintaba casi por inercia. Porque aprendí de mi padre que se podía pintar la naturaleza. Era casi un código familiar. Luego he pensado que la naturaleza es una anestesia contra el dolor. Pintar un árbol es pintar un ser benévolo, que no tiene capacidad de hacer mal.
Miguel Gómez Losada.

#### Atlas nocturna
En 2011 inauguró un mural de más de 65 metros cuadrados en la biblioteca de la Facultad de Filosofía y Letras de Córdoba. Aunque en un principio lo llamó Tierra nueva, el mural acabó denominándose Atlas nocturna. La obra está pintada al óleo sobre doble cristal, es decir, tiene más de 130 m² de superficie pintada. Gómez Losada trabajó exclusivamente con aceite de linaza y pigmento negro, con lo que los motivos vegetales se definen en función de la intensidad de la aplicación.
En 2012 presentó, junto al arquitecto y miembro del Equipo 57 Juan Serrano la muestra Ensamble, en la Facultad de Filosofía y Letras de la Universidad de Córdoba.

### Nueva etapa
Afincado en la Costa del Sol desde 2013, el pintor apuesta por la pureza de los blancos, a base de mínimas pincelas, en una pintura que se distingue por la frescura e intensidad de los pocos colores que utiliza y que conjuga con la búsqueda de nuevos temas pictóricos. En 2014 presentó en la Galería Yusto/Giner de Marbella la exposición Una historia rusa, un conjunto de trabajos en los que el artista proyecta sus obsesiones, vivencias o sueños. Se trata del recuerdo de épocas pasadas, viajes, momentos o presencias pasadas, una especie de ajuste de cuentas consigo mismo en el que busca la quietud y la calma. Destacan los blancos rotos de sus fondos pictóricos. En 2016 expuso en la galería Yusto/Giner de Marbella su segunda exposición individual con el título de Palo tambor. En una entrevista periodística, Gómez Losada afirma sobre su nueva línea artística: 

«Mi pintura va en busca de la ambigüedad, de escaparse de los temas, de la palabra. En el mundo en que vivimos todo tiene un nombre, para mí la travesura es escaparse de eso, poder lograr algo indeterminado»
Miguel Gómez Losada.

En enero de 2018 expuso en la Fundación Antonio Gala de Córdoba 35 trabajos en varias técnicas. Hacía 10 años que no exponía en su ciudad natal.

## Premios y exposiciones
- 2023 Tú y yo, sehnsucht, Palacio de la Merced (Diputación de Córdoba)[14]
- 2018: Romanza, Centro de Arte Contemporáneo de Málaga.[15]
- 2018: Desde aquí se ven los delfines, Fundación Antonio Gala, Córdoba.[16]
- 2017 - Ochos, Diputación de Málaga.
- 2016 - Palo Tambor, Galería Yusto/Giner, Marbella.[17]

- Art Copenhagen, Galería Yusto / Giner.
- Estampa, Galería Yusto / Giner.
- 2015 - Foro Arte Cáceres, Galería Yusto / Giner.

- Art Marbella, Galería Yusto / Giner.
- Feria Estampa, Galería Yusto / Giner.
- 2014 - Una historia rusa. Galería Yusto / Giner, Marbella.

- Beca de creación, La Térmica, Málaga.
- Folk. Arte Santander, con la Galería Yusto / Giner.
- Neighbours II, Colección permanente del CAC, Málaga.
- 2012 - Ensamble [Con Juan Serrano]. Facultad de Filosofía y Letras de Córdoba.
- 2011 - Atlas Nocturna, Mural en la Facultad de Filosofía y Letras de Córdoba. 20 x 2,6 x 6 m.
- 2010 - Visiones de un nuevo mundo / primeras flores y otras hierbas / el frío, las estrellas. Aba Art, Palma de Mallorca.
- 2008 - La esperanza. Galería Carmen del Campo, Córdoba.
- 2007 - Invierno. Intervención en El patio del Colegio de Arquitectos de Córdoba

- Por favor pisen las flores - Intervención urbana (con Rosa Colmenarejo), CDAN, Huesca
- Ártica - Intervención urbana en la Pza de Las Tendillas de Córdoba - Eutopía07
- Detrás de la montaña. Galería José Pedraza. Montilla, Córdoba.
- 2006 - Geografía Reservada. Galería La Fàbrica de Licors, Palma de Mallorca
- 2005 - Ciudad Jardín. Galería Arte 21. Córdoba.
- 2003 - Árbol. Galería Carme Espinet. Barcelona.
- 2002 - Tundra. Diputación de Córdoba.
- 2001 - Tundra. Galería Rayuela. Madrid.

- Museo de Adra. Adra, Almería
- 2000 - ARCO 2000. Galería Rayuela. Madrid.
- 1999 - Galería Rayuela. Inauguración de temporada 1999-2000. Madrid.